# Neoperla thai
Neoperla thai är en bäcksländeart som beskrevs av Bill P.Stark 1983. Neoperla thai ingår i släktet Neoperla och familjen jättebäcksländor. Inga underarter finns listade i Catalogue of Life.